# Guitares au Palais

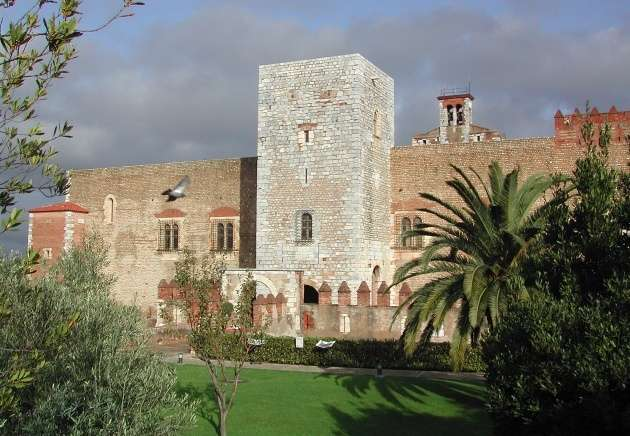
Het Palais des Rois de Majorque

Het Guitares au Palais is een jaarlijks muziekfestival in Perpignan. Het festival valt doorgaans in het laatste weekend van augustus en heeft een vrije toegang en vindt plaats in het Palais des Rois de Majorque, het 17e-eeuwse kasteel in het hart van de stad.
De eerste editie vond plaats in 2004. Het festival is, zoals de naam al aangeeft, gefocust op gitaargerelateerde muziek, voornamelijk folk, zigeunermuziek, jazz en flamenco, maar naast deze traditionele programmering is er op de derde dag tevens een alternatieve georiënteerde line-up met aandacht voor indierockmusici.